# Семь красавиц (фильм)
Семь красавиц (азерб. Yeddi gözəl) — фильм-балет Кара Караева по мотивам одноименной поэмы Низами Гянджеви.

## Предыстория
«Семь красавиц» создана по мотивам поэмы «Семь красавиц» из «Хамсе» («Пятерицы») поэта XII века Низами Гянджеви. Поэма написана в 1197 году на персидском языке и посвящена правителю Мараги.
В 1949 году Кара Караевым была написана одноимённая симфоническая сюита, которая была исполнена Азербайджанским симфоническим оркестром под руководством Ниязи.
Премьера балета состоялась 7 ноября 1952 года на сцене Азербайджанского театра оперы и балета в исполнении Гамара Алмасзаде, Лейлы Векиловой, Юрия Кузнецова, Константина Баташо́ва, Максуда Мамедова, Анатолия Урганцева и Кямала Гасанова.

## История
В 1982 году на экраны вышел фильм-балет «Семь красавиц».
Либретто — Рафига Ахундова. Хореография — Рафига Ахундова и Максуд Мамедов. Режиссёр — Феликс Слидовкер, оператор — Александр Тафель. Дирижёр — Рауф Абдуллаев.

## Сюжет
В основу сюжета как поэмы, так и фильма положена легенда о сасанидском шахе Бахрам Гуре —  семь рассказов жён Бахрама, каждый из которых, в соответствии с древней мифологией, посвящён какой-либо планете и дню недели и имеет соответствующий цвет.

### В ролях
- Наталья Большакова
- Вадим Гуляев
- Гали Абайдулов